# 防守邊鋒
防守邊鋒（英語：Defensive end）是美式足球與加拿大式足球的守備位置之一。
防守邊鋒列隊於防守線（defensive line）的最外側，左右各有一員。但是近幾年來根據防守陣型的演進，防守邊鋒的位置也隨之改變。
防守邊鋒主要的任務為追殺四分衛，使四分衛沒有足夠的時間來做出準確的傳球，或者是在四分衛尚未傳球之前就將之「擒殺」(sack)。在對方採用衝鋒進攻時，防守邊鋒也要能和防守絆鋒構成防禦的第一線，設法阻擋跑衛衝鋒。 防守邊鋒和防守絆鋒通常合稱為「防守線鋒」(defensive linemen)，人數多半是三到四員。